# جامعة كاثوليكية
الجامعة الكاثوليكية هي جامعة ومؤسسة دراسات عُليا، تابعة إلى مُنظماتٍ تتبع بدورها إلى الكنيسة الرومانيَّة الكاثوليكيَّة بشكل مباشر أو عن طريق المنظمات الكاثوليكية الدينية. في حين يطلق على الجامعات التي ترتبط بشكل مباشر مع الكرسي الرسولي بالجامعات الحبريّة.
تمتلك اليوم الكنيسة الكاثوليكية 1,358 جامعة حول العالم. عدد من هذه الجامعات يعتبر من أفضل جامعات العالم، مثل جامعة لوفان في بلجيكا، والتي حسب التصنيف الأكاديمي تحتل بين أفضل 100 جامعة في العالم، وجامعة جورجتاون وجامعة النوتردام وكلية بوسطن في الولايات المتحدة وجامعة نافارا في إسبانيا ويملكها الأوبوس داي وتعتبر من أفضل جامعات أوروبا، كذلك يُعرف الأوبوس داي بامتلاك عدد كبير من مساكن للطلاب الجامعيين خاصًة في إسبانيا وأمريكا اللاتينية.
أولى الرهبانيات التي وضعت التعليم العالي في صدارة برنامجها التبشيري كانت الرهبنة الدومينيكانية. عُرف اليسوعيين بعملهم التعليمي والأكاديمي. عمل كان اليسوعيون كمعلمين وأساتذة في الجامعات ومربيين للملوك أوروبا الكاثوليك. ويدير اليسوعيين عدد كبير من الجامعات والكليات في عشرات البلدان. تُعرف أيضًا الجامعات اليسوعية الكاثوليكية بمستواها التعليمي والأكاديمي العالمي والتي تبلغ عددها حوال العالم 114. ومنها جامعات مرموقة تحتل والتي حسب التصنيف الأكاديمي تَحتل بين أفضل 100 جامعة في العالم، منها جامعة جورجتاون وجامعة النوتردام؛ وقد خرّجت جامعات اليسوعيين نخبة وصفوة المجتمعات الغربية.
في الشرق الأوسط هناك حضور لعدد من الجامعات الكاثوليكية منها جامعة القديس يوسف وجامعة سيدة اللويزة في لبنان، جامعة بيت لحم في فلسطين وجامعة مادبا في الأردن.

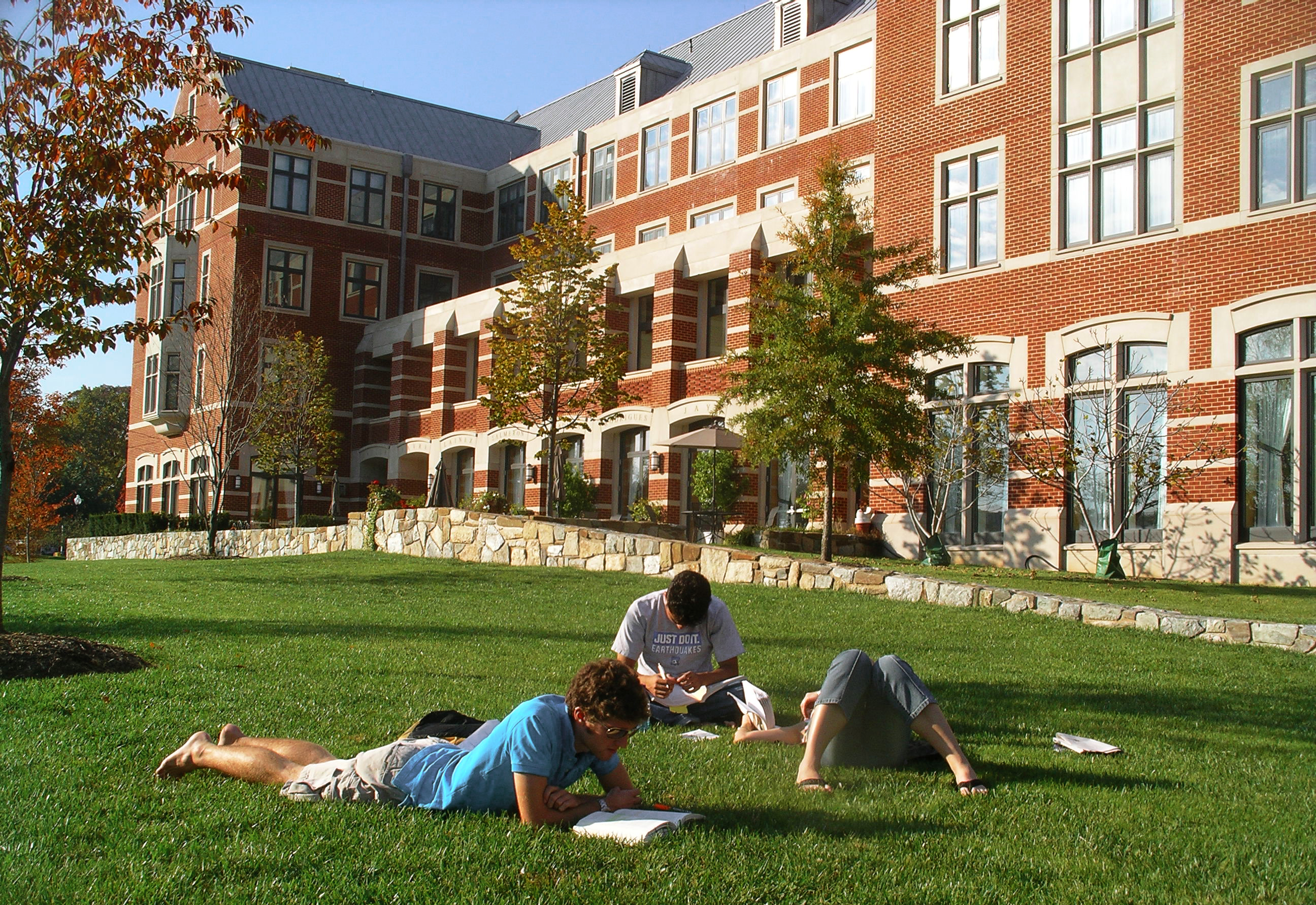
جامعة جورجتاون، وتعتبر احدى أفضل وأعرق جامعات الولايات المتحدة.
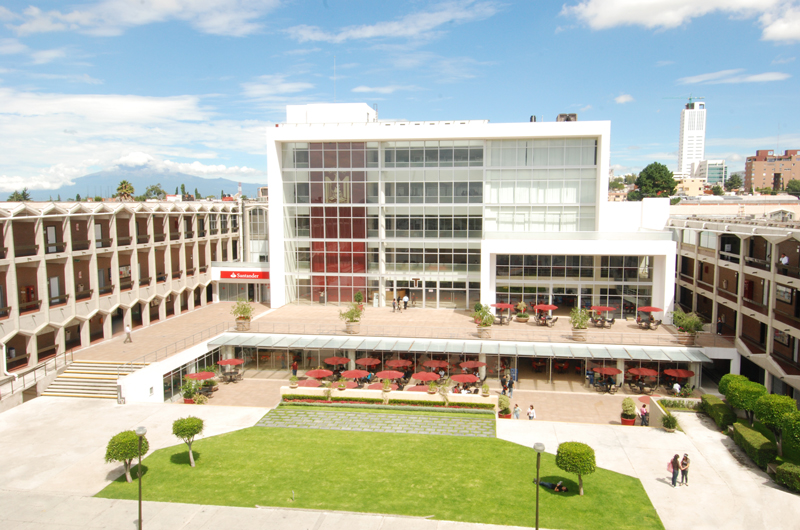
جامعة بويبلا الكاثوليكية، في المكسيك.
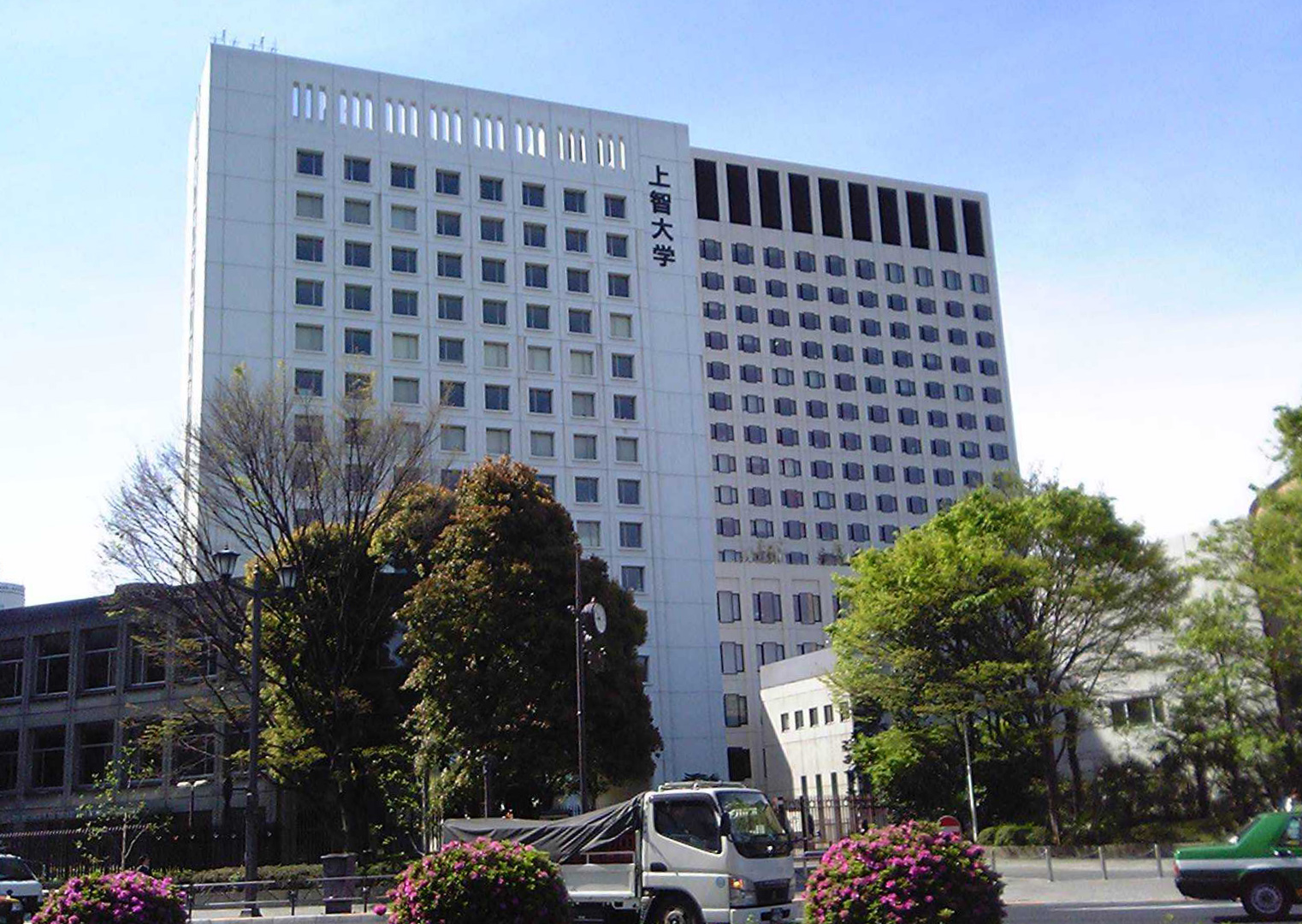
جامعة صوفيا، وهي من أبرز الجامعات في اليابان.
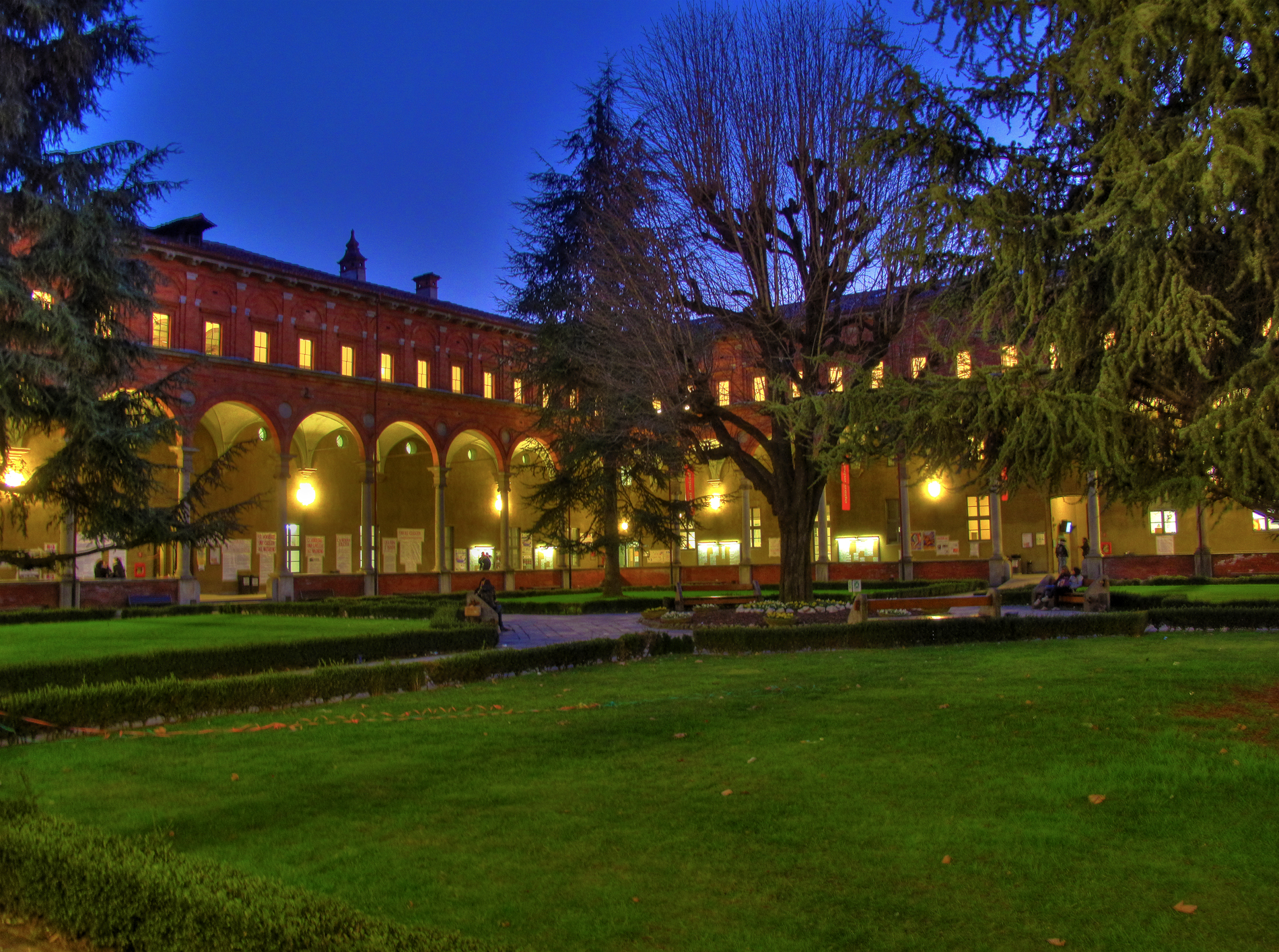
جامعة القلب المقدس الكاثوليكية في ميلانو.
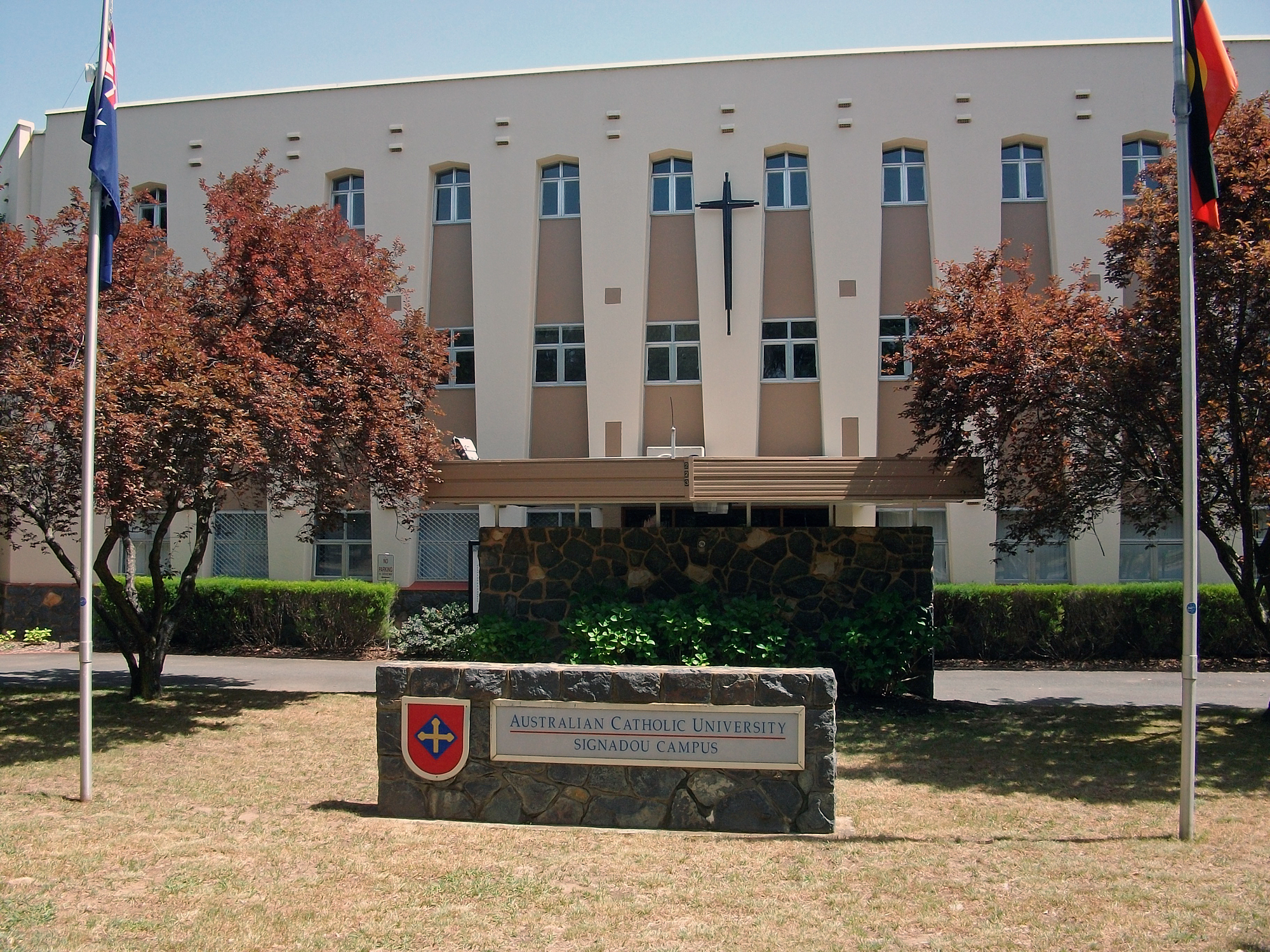
الجامعة الكاثوليكية الأسترالية.